# Sungailiat
Sungailiat är en kabupatenhuvudort i Indonesien.   Den ligger i provinsen Bangka-Belitung, i den västra delen av landet, 500 km norr om huvudstaden Jakarta. Sungailiat ligger 4 meter över havet och antalet invånare är 74 719. Den ligger på ön Pulau Bangka.
Terrängen runt Sungailiat är platt. Havet är nära Sungailiat åt nordost. Det finns inga andra samhällen i närheten. Omgivningarna runt Sungailiat är en mosaik av jordbruksmark och naturlig växtlighet.